# Northrop Grumman B-2 Spirit
El Northrop Grumman B-2 Spirit (también conocido como el Stealth Bomber o «bombardero furtivo») es un bombardero estratégico polivalente desarrollado en Estados Unidos por Northrop Corporation con tecnología furtiva de baja visibilidad, capaz de penetrar defensas antiaéreas para desplegar armas tanto convencionales como nucleares. Debido a su considerable coste y gasto de operación, el proyecto de este avión fue bastante controvertido en el Congreso de los Estados Unidos y entre los miembros del Estado Mayor Conjunto de los Estados Unidos durante su desarrollo y puesta en servicio. Entre finales de los años ochenta y principios de los noventa, Estados Unidos tenía planeado adquirir 132 de estos bombarderos. A mediados de los años noventa, el Congreso aprobó finalmente la compra de una flota de solo 21 aviones B-2.
Se trata del avión más caro jamás construido. El coste de fabricación de cada B-2 rondaba los 737 millones de USD en 1997. Los costes totales de compra del bombardero alcanzaron una media de 929 millones de dólares por avión, incluyendo repuestos, equipamiento, actualizaciones y soporte de software. El coste total del programa, incluyendo gastos de desarrollo, ingeniería y pruebas, se calcula que rondaba los 2200 millones de USD por avión (en 1997).
La Fuerza Aérea de los Estados Unidos opera 20 bombarderos B-2, pues de los 21 construidos, un avión resultó perdido cuando se accidentó durante un despegue en el año 2008. Aunque originalmente fueron diseñados en los años ochenta para escenarios de operaciones de la Guerra Fría, los B-2 fueron usados en combate en  Kosovo a finales de los años 1990, y durante 2008 en las guerras de Irak y Afganistán.
Con una tripulación de dos personas, este bombardero puede lanzar hasta 80 bombas inteligentes de 500 libras (230 kg) de tipo JDAM, o 16 bombas termonucleares B83 de 2400 libras (1100 kg), en una única pasada sobre los objetivos a través de defensas antiaéreas extremadamente densas. Debido a su importancia estratégica, este avión furtivo ha sido objeto de actividades de espionaje y contraespionaje. Este avión se convierte en un gran espectáculo público cada vez que participa en exhibiciones aéreas desde los años noventa.

## Diseño y desarrollo

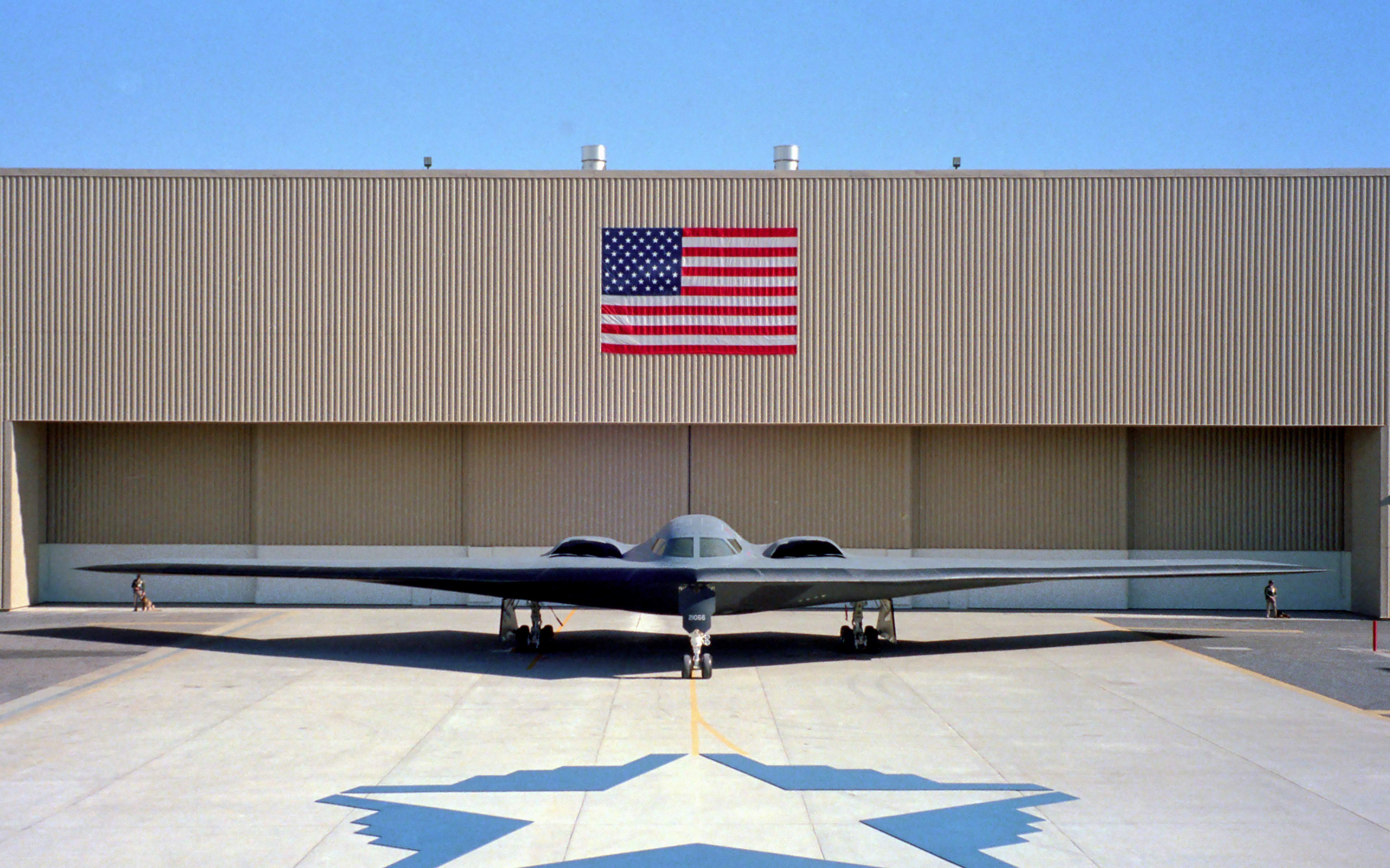
Primera aparición pública del B-2 en 1988.

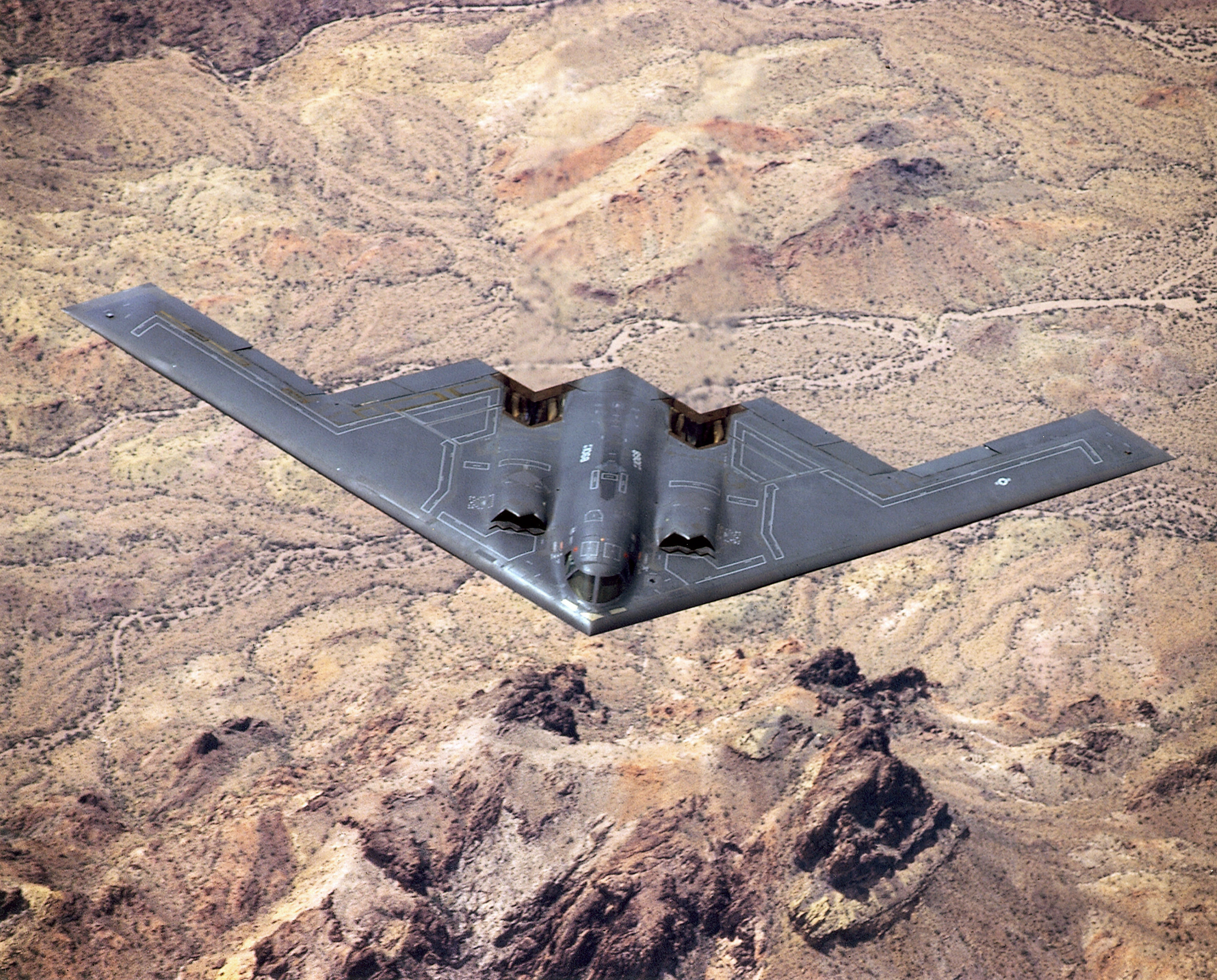
Primer vuelo público del B-2 en 1989.

### Antecedentes
Originalmente fue diseñado para un posible ataque nuclear al corazón de la Unión Soviética durante la Guerra Fría. Las ayudas para el desarrollo y fabricación del B-2 se redujeron durante la presidencia de Bill Clinton, a la vez que todo el gasto en defensa. En mayo de 1995, un estudio ordenado por el Congreso estadounidense concluyó que tras la desintegración de la Unión Soviética no había ninguna necesidad de los bombarderos B-2. Como resultado de la oposición de la opinión pública por su elevado coste, la oposición de El Pentágono y del Congreso, solo se fabricaron veintiún B-2 de los ciento veinte proyectados, dado que la Fuerza Aérea de los Estados Unidos (USAF) dijo que con un número inferior no podría crear un escuadrón. La mayor parte del coste del B-2 se debe a investigación y desarrollo (I+D), por lo que el coste por unidad se habría reducido muchísimo de haberse fabricado finalmente los ciento veinte aparatos pensados inicialmente. El B-2 puede llevar una gran potencia de fuego a cualquier parte del globo. Su tecnología furtiva le permite penetrar en un ambiente hostil sin apenas ser detectado.
Los comienzos del B-2 fueron como un proyecto negro (black project) conocido como el Proyecto Senior C.J. y después fue renombrado como ATB (Advanced Technology Bomber, Bombardero de Tecnología Avanzada). Unos 23 000 millones de dólares fueron desviados en secreto para investigación y desarrollo del B-2 en los años 80. Los proyectos negros han sido muy criticados por violar la cláusula de "Recibos y Gastos" de la Constitución de los Estados Unidos. Esta cláusula dice, expresamente, que todo el dinero público que se gaste debe ser publicado según ciertas normas. Como los gastos de los proyectos negros no aparecen en las facturas del Estado, se supone una violación de la Constitución.
Como el desarrollo del B-2 fue uno de los secretos mejor guardados de la Fuerza Aérea de los Estados Unidos, mientras duró, no hubo ningún tipo de críticas a su gran coste. El B-2 fue mostrado en público por primera vez el 22 de noviembre de 1989, cuando salió del hangar de la Base Aérea de Palmdale, California, donde fue construido. Su primer vuelo de pruebas se realizó el 17 de julio de 1989. El responsable de las pruebas fue la Base Aérea de Edwards, California.
El primer aparato fue nombrado Spirit of Missouri y fue entregado el 17 de diciembre de 1993. El mantenimiento de los bombarderos es responsabilidad de la Fuerza Aérea de los Estados Unidos ayudado por el fabricante, y se realiza en Oklahoma City, en la Base Aérea de Tinker.
El primer contratista, responsable del diseño e integración del sistema total, es Northrop Grumman, en concreto su división Integrated Systems Sector. Boeing (IDS), Hughes Radar System Group, General Electric Aircraft Engine Group y Vought Aircraft Industries son los subcontratistas principales encargados de la célula. Otro gran contratista, encargado del entrenamiento de las tripulaciones, es Hughes Training Inc. Northrop Grumman también se encarga de capacitar a los técnicos de mantenimiento, junto con otro subcontratista. Uno de los ingenieros de desarrollo fue el ingeniero hindú-estadounidense Noshir Sheriarji Gowadia.
La Base Aérea de Whiteman, en Misuri, era la única base operacional hasta 2003, cuando se habilitaron en la isla británica de Diego García, Océano Índico, instalaciones especiales. También se cree que en las bases de Fairford y Gloucestershire (Reino Unido) hay instalaciones especiales para el B-2.
La mañana del 23 de febrero de 2008, un B-2 se estrellaba tras despegar de la Base Aérea de la isla de Guam. Los tripulantes sobrevivieron al siniestro. El incidente fue el más caro en la historia de la aviación. Según la Fuerza Aérea de los Estados Unidos, el siniestro en Guam no implicaba sabotaje, pero posiblemente fue causado por un fallo mecánico o un error de los tripulantes.

### Diseño

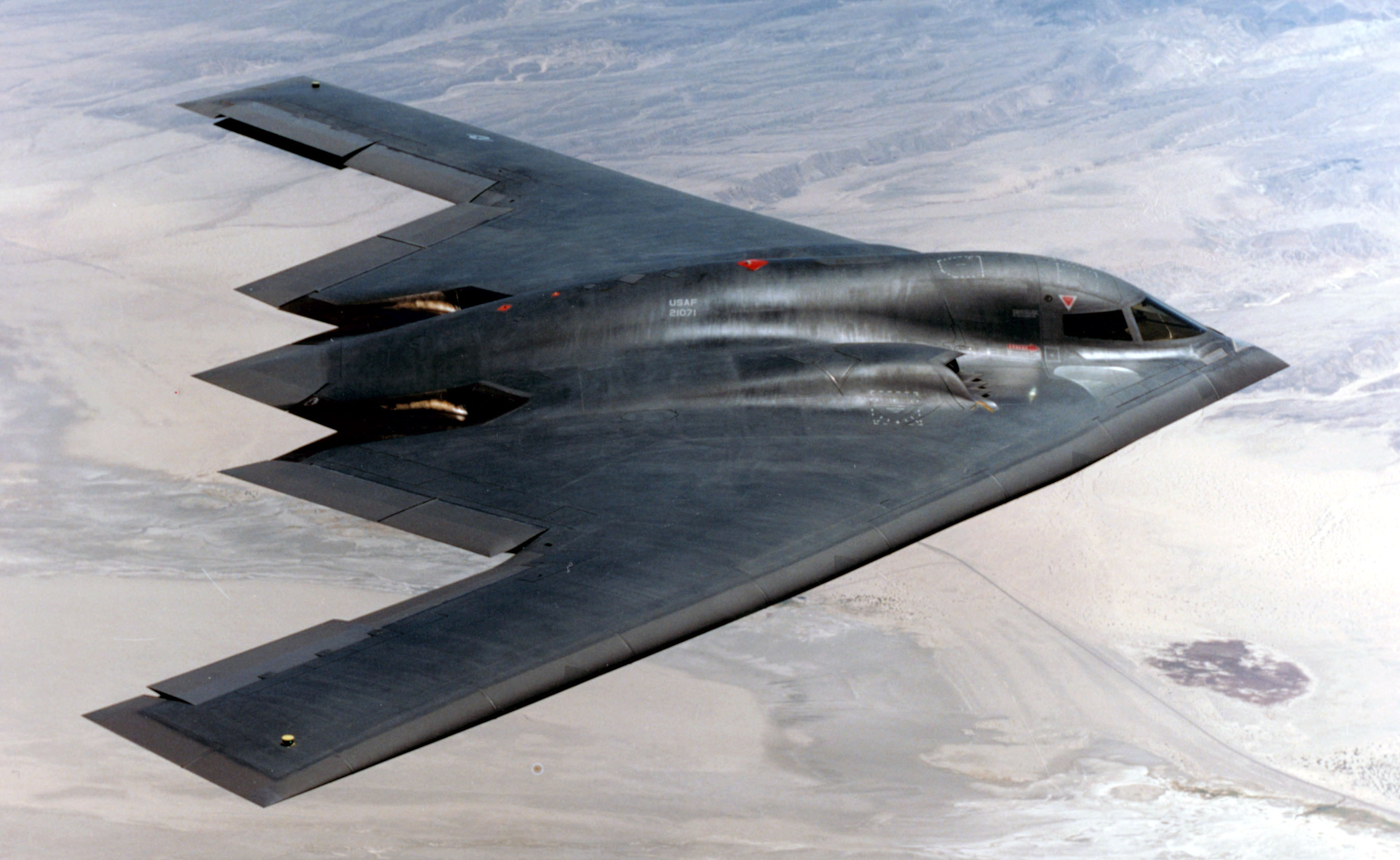
Vista lateral de un B-2.

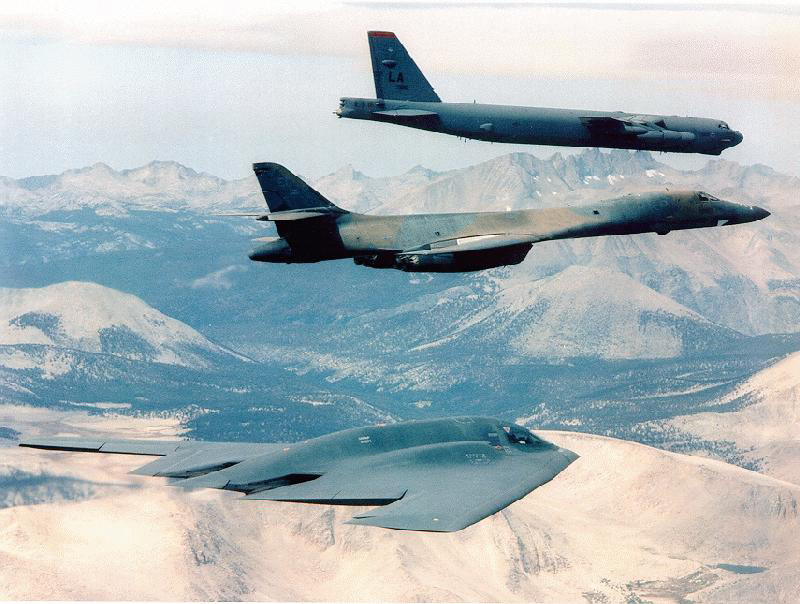
Un B-2 Spirit junto a un B-1B Lancer (en el centro) y un B-52 Stratofortress (arriba).

Junto con el B-52 Stratofortress y el B-1B Lancer, las fuerzas armadas de los Estados Unidos afirman que el B-2 proporciona la flexibilidad y eficacia de penetración inherentes en los bombarderos de su clase. Tiene un eco de radar pequeño, lo que convierte al B-2 en un avión invisible, característica que le permite llegar más lejos en el espacio aéreo enemigo sin ser detectado, incluso con los más modernos sistemas de detección y defensa.
La revolucionaria mezcla entre aerodinámica eficiente, tecnologías de invisibilidad y gran carga de combate hacen que el B-2 tenga importantes ventajas sobre los anteriores bombarderos. Su baja observabilidad radar le permite mayor libertad de acción a altas cotas, permitiéndole a su vez poseer un gran radio de acción.
La baja observabilidad del B-2 se obtiene gracias a la combinación de una reducida firma infrarroja, acústica, electromagnética, visual y del radar. Estas características hacen del B-2 un aparato difícil de detectar y fijar para los sistemas defensivos sofisticados. Aunque muchos aspectos de su baja detectabilidad están clasificados, se sabe que usa materiales absorbentes de radar, una pintura especial y un fuselaje en forma de ala volante que contribuyen a su «invisibilidad».
El B-2 lleva dos tripulantes; el piloto se sienta a la izquierda, mientras que a la derecha está el comandante de la misión, comparado con los cuatro tripulantes que necesita el B-1 o los cinco del B-52.
Puede llevar treinta y seis toneladas de bombas con una autonomía de vuelo de 11 100 km sin reabastecimiento de combustible, está habilitado para realizar actividades a grandes altitudes, lo que le da una gran versatilidad. Posee el sistema de ayuda hacia blancos GATS, usando el GPS y sus bombas JDAM pueden corregir el vuelo hacia el blanco usando el GPS, puede bombardear dieciséis blancos a la vez en un solo vuelo sobre ellos.
Es considerado el nuevo resurgimiento del proyecto del Northrop YB-49 de un avión bombardero con diseño de "ala volante" adelantado a su época, pero debido a la aparición de nuevos misiles tácticos con mayor precisión y más económicos, embarcados en submarinos y barcos de guerra, estos aviones bombarderos de largo alcance no se construyeron en grandes cantidades y no se continuó su desarrollo de mejoras y producción en serie, debido a su alto coste de producción, coste operativo, mantenimiento, coste de vuelo por hora y función muy específica de atacar objetivos enemigos en caso de una guerra convencional o nuclear. Pero más recientemente, con los acuerdos de limitación de armas estratégicas START II entre Rusia y Estados Unidos para desmantelar los misiles ICBM, estos aviones vuelven a tener importancia para mantener la disuasión en el nuevo siglo y se ha iniciado un nuevo programa de diseño y desarrollo para la construcción de nuevos aviones bombarderos de largo alcance con este diseño tipo "ala volante", y serán el nuevo resurgimiento de este tipo de aviones bombarderos de diseño futurista.

### Componentes

#### Electrónica
| Sistema      | País | Fabricante | Notas         |
| ------------ | ---- | ---------- | ------------- |
| Red de datos |      |            | MIL-STD-1553B |

### Lista de aviones

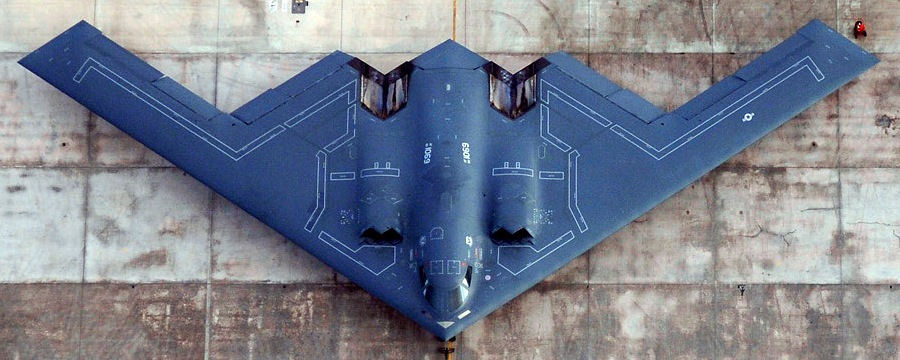
El Spirit of Indiana en la Base Aérea Andersen en Guam en junio de 2006.

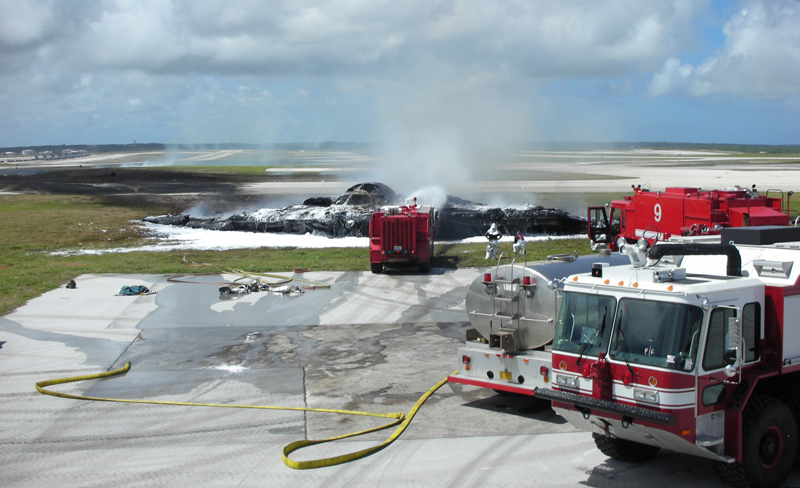
El B-2 Spirit of Kansas tras sufrir el siniestro el 23 de febrero de 2008 en la Base Andersen.

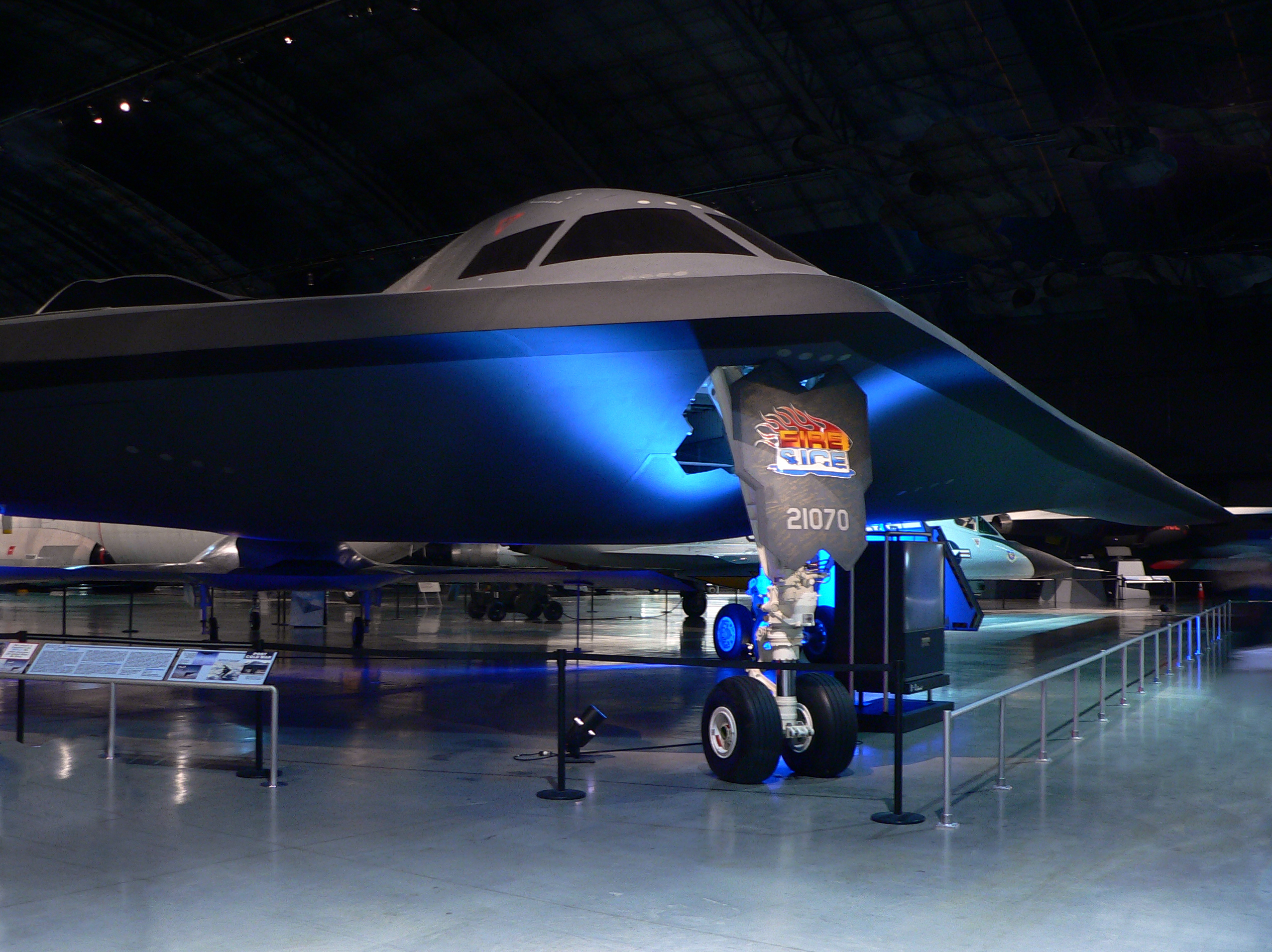
Maqueta a escala real de un B-2 en el Museo Nacional de la Fuerza Aérea de los Estados Unidos.

| Designación     | Número de serie | Nombre                   | Encargado | Entregado |
| --------------- | --------------- | ------------------------ | --------- | --------- |
| AV-1            | 82-1066         | Spirit of America        | n/d       | 17 jul 89 |
| AV-2            | 82-1067         | Spirit of Arizona        | n/d       | 19 oct 90 |
| AV-3            | 82-1068         | Spirit of New York       | n/d       | 18 jun 91 |
| AV-4            | 82-1069         | Spirit of Indiana        | n/d       | 02 oct 92 |
| AV-5            | 82-1070         | Spirit of Ohio           | n/d       | 05 oct 92 |
| AV-6 TOV&V      | 82-1071         | Spirit of Mississippi    | n/d       | 02 feb 93 |
| AV-7            | 88-0328         | Spirit of Texas          | 1987      | 29 ago 94 |
| AV-8            | 88-0329         | Spirit of Missouri       | 1987      | 11 dic 93 |
| AV-9            | 88-0330         | Spirit of California     | 1988      | 16 ago 94 |
| AV-10           | 88-0331         | Spirit of South Carolina | 1988      | 29 dic 94 |
| AV-11           | 88-0332         | Spirit of Washington     | 1989      | 27 oct 94 |
| AV-12           | 89-0127         | Spirit of Kansas         | 1989      | 16 feb 95 |
| AV-13           | 89-0128         | Spirit of Nebraska       | 1990      | 26 jun 95 |
| AV-14           | 89-0129         | Spirit of Georgia        | 1990      | 25 sep 95 |
| AV-15           | 90-0040         | Spirit of Alaska         | 1991      | 12 ene 95 |
| AV-16           | 90-0041         | Spirit of Hawaii         | 1991      | 21 dic 95 |
| AV-17           | 92-0700         | Spirit of Florida        | 1992      | 29 mar 96 |
| AV-18           | 93-1085         | Spirit of Oklahoma       | 1993      | 13 may 96 |
| AV-19           | 93-1086         | Spirit of Kitty Hawk     | 1993      |           |
| AV-20           | 93-1087         | Spirit of Pennsylvania   | 1993      |           |
| AV-21           | 93-1088         | Spirit of Louisiana      | 1993      |           |
| AV-22 – AV-76   |                 |                          |           |           |
| AV-78 - AV-133  |                 |                          |           |           |
| AV-134 - AV-165 |                 |                          |           |           |

| En servicio. Destruido en siniestro. Cancelados. |
| Fuente:                                          |

## Historia operacional

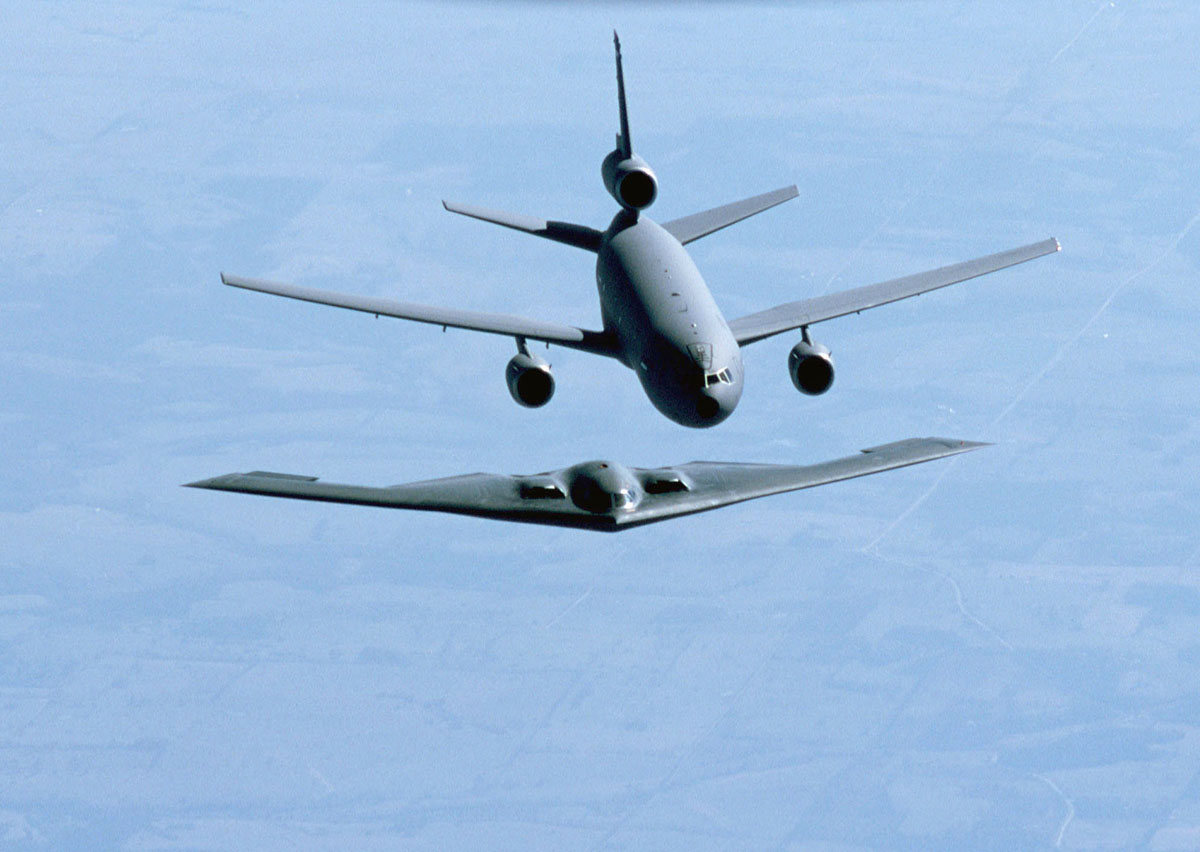
Un bombardero B-2 detrás de un avión cisterna KC-10 Extender, preparándose para reabastecimiento en vuelo.

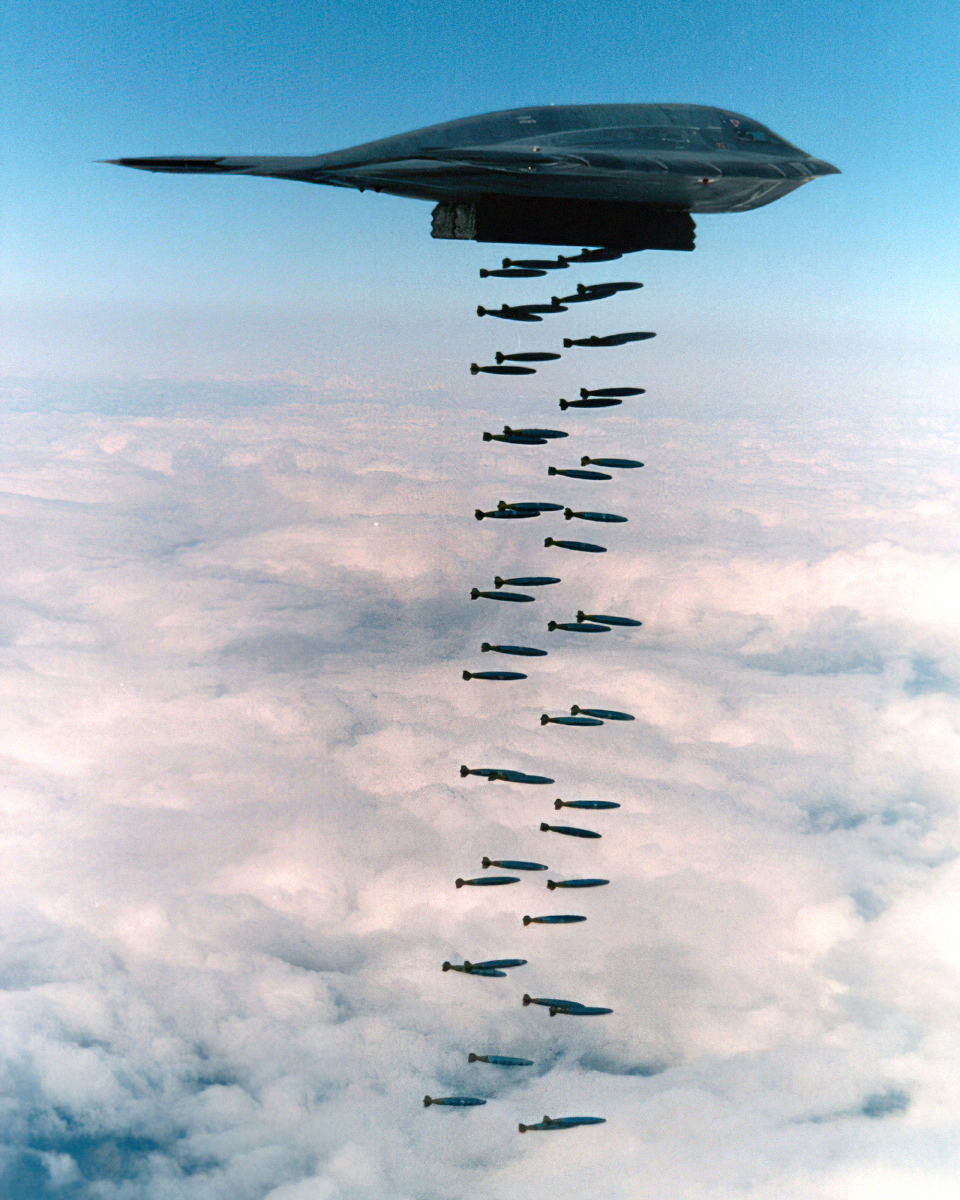
B-2 lanzando bombas Mk-82 durante ejercicios de entrenamiento en 1994.

Se considera demasiado arriesgado exponer al B-2 al combate por su alto precio, no obstante, ha participado en tres campañas.
Su bautismo de fuego tuvo lugar en la guerra de Kosovo en 1999, donde fue responsable de la destrucción de 33 % de los blancos de bombardeo en las primeras ocho semanas de la intervención en Serbia. Durante esta guerra, seis B-2 volaron desde su base en Misuri hacia Kosovo, atacaron sus blancos y regresaron a su base, habiendo volado un total de 30 h. El avión se comportó correctamente y utilizó la bomba guiada por satélite JDAM por primera vez. También ha participado en Irak y Afganistán.
Para las misiones en Afganistán se consideró al B-2 desde el principio. Después de bombardear los objetivos terrestres, los B-2 aterrizaban en Diego García, repostaban y cambiaban de tripulación. Esta fue la primera vez que el avión operaba fuera de la Base Aérea de Whiteman. Para la campaña de Irak, se fue un poco más lejos y los B-2 tenían su base en la isla de Diego García.
Durante la invasión a Irak, el B-2 realizó operaciones de treinta horas de duración y una misión de más de cincuenta horas; el B-2 puede operar con un solo tripulante debido a que está altamente automatizado, el piloto que descansa puede dormir, ir al baño, prepararse una comida mientras el otro se encarga del vuelo.
Este avión llegó a operación completa y total en diciembre de 2003. Durante la operación Libertad Iraquí los B-2 lanzaron 583 bombas JDAM a diversos blancos.
En octubre de 2005 se arrestó a Noshir Gowadia (ingeniero de diseño) por vender información clasificada de los sistemas de propulsión del avión en el exterior, su juicio tuvo lugar en febrero de 2008.
Los bombarderos B-2 fueron utilizados en la Operación Amanecer de la Odisea volando durante 25 horas desde Misuri a Trípoli y lanzando 45 bombas guiadas por satélite.
A finales de marzo de 2013 se desplegaron bombarderos B-2 en Corea del Sur para realizar maniobras militares, ante la escalada de tensión dentro de la Crisis en Corea de 2013.
El 16 de octubre de 2024, los B-2A llevaron a cabo ataques contra instalaciones de almacenamiento de armas en Yemen, incluidas instalaciones subterráneas propiedad de los hutíes. Cinco lugares de almacenamiento de armas subterráneos reforzados fueron atacados como parte de la campaña contra los hutíes por atacar el transporte marítimo internacional durante la crisis del mar Rojo. Se cree que los ataques también sirvieron como advertencia para Irán, demostrando la capacidad del bombardero furtivo para destruir objetivos enterrados bajo tierra. La base Tindal de la RAAF en el Territorio del Norte, Australia, se utilizó como apoyo de los ataques.
El 21 de junio de 2025, los B-2 Spirit participaron en una operación militar estadounidense contra tres instalaciones nucleares iraníes: Fordow, Natanz y Isfahán. Según el presidente Donald Trump y funcionarios estadounidenses citados por Reuters, los B-2 fueron desplegados para atacar estos sitios, utilizando su capacidad furtiva y la bomba antibúnker GBU-57 MOP, especialmente contra la fortificada instalación subterránea de Fordow. Los bombarderos, apoyados por reabastecimiento aéreo con KC-135, partieron desde bases como Whiteman y posiblemente Diego García, donde se habían posicionado previamente en mayo de 2025. Esta operación marcó la primera vez que el B-2 se utilizó contra objetivos nucleares fortificados en un conflicto activo.

## Especificaciones (B-2A Bloque 30)
Referencia datos: USAF Fact Sheet, Pace, Spick, Globalsecurity

### Características generales
- Tripulación: Dos (pilotos)
- Carga: 23 000 kg (50 692 lb) de bombas
- Longitud: 21 m (69 ft)
- Envergadura: 52,4 m (171,9 ft)
- Altura: 5,2 m (17 ft)
- Superficie alar: 478 m² (5145,3 ft²)
- Peso vacío: 71 700 kg (158 026,8 lb)
- Peso cargado: 152 200 kg (335 448,8 lb)
- Peso máximo al despegue: 170 600 kg (376 002,4 lb)
- Planta motriz: 4× Turbofán General Electric F118-GE-100.
  - Empuje normal: 77 kN (7852 kgf; 17 310 lbf) de empuje cada uno.

### Rendimiento
- Velocidad máxima operativa (Vno): 972 km/h (604 MPH; 525 kt) (Mach 0,95)
- Velocidad crucero (Vc): 870 km/h (541 MPH; 470 kt) (Mach 0,85)
- Alcance: 11 100 km (5994 nmi; 6897 mi)
- Techo de vuelo: 15 200 m (49 869 ft)
- Carga alar: 329 kg/m² (67,4 lb/ft²)
- Empuje/peso: 0,205

### Armamento
- Puntos de anclaje: Dos bodegas internas con una capacidad de 23 000 kg, para cargar una combinación de:  
  - Bombas: 

    - 80× bomba de caída libre Mk 82 de 500 lb en soporte vertical de bombas o BRA (Bomb Rack Assembly)
    - 36× bomba de racimo CBU de 750 lb en soporte BRA
    - 16× bomba de la clase de 2000 lb (Mk 84 de caída libre, o JDAM-84/-102 guiadas) en soporte lanzador rotativo o RLA (Rotary Launcher Assembly)
    - 16x bomba planeadora AGM-154 JSOW
    - 16× bomba nuclear B61 o B83 en soporte RLA
    - 2× bomba antibúnker GBU-57

  - Misiles: 

    - 16x misil de crucero AGM-158 JASSM

## Aeronaves relacionadas

### Desarrollos relacionados
- Northrop YB-49
- Northrop Grumman B-21 Raider

### Secuencias de designación
- Secuencia B-_ (Bombarderos estadounidenses, 1962-presente): ← B-1 - B-2